# Reconocimiento militar

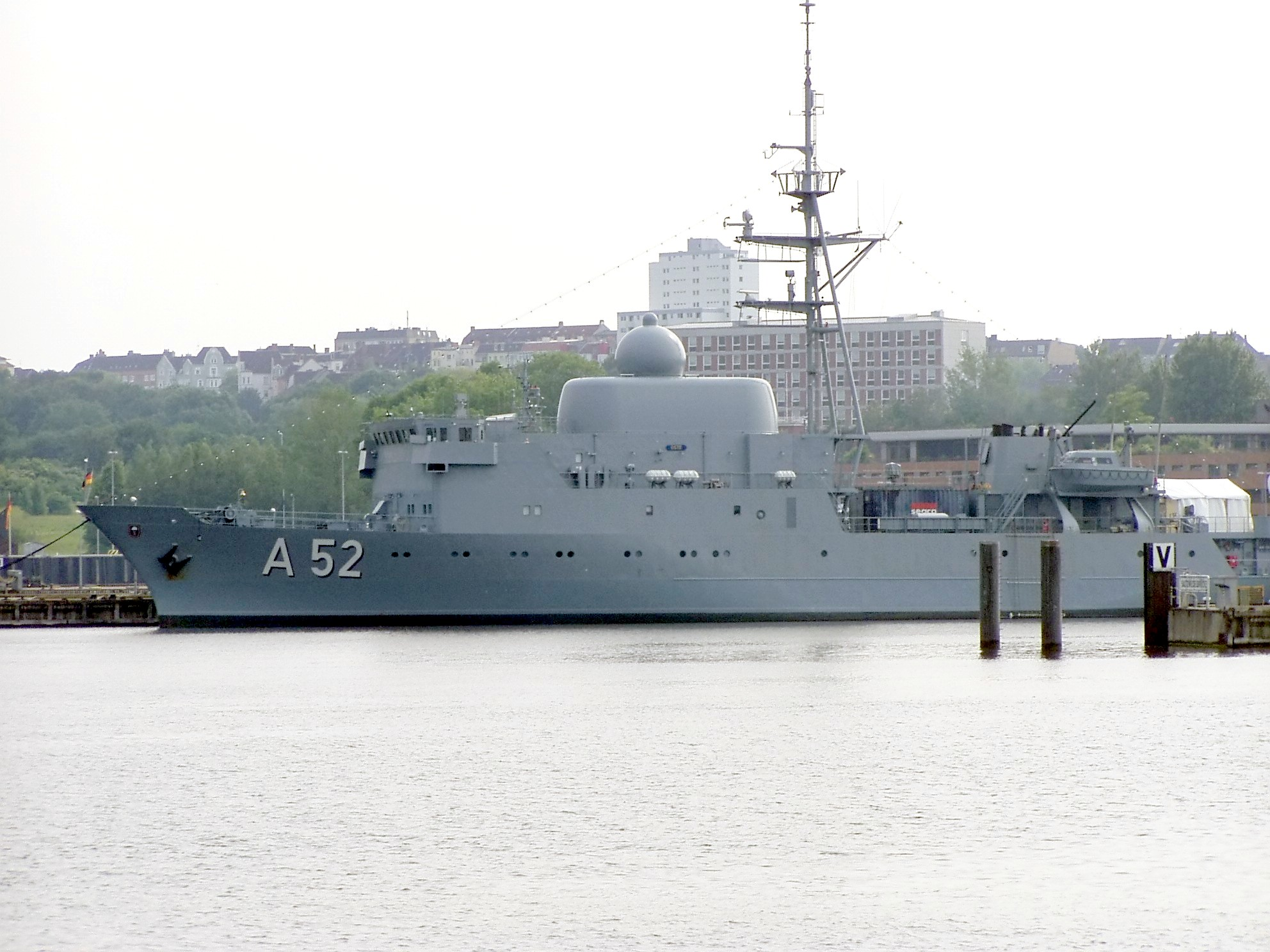
A52 Oste, un barco moderno de la clase Oste, para reconocimiento e inteligencia electrónica, de la Deutsche Marine.

Reconocimiento o exploración es un término militar y médico que denota la exploración dirigida a la obtención de información. Militarmente, también se puede usar la forma abreviada que viene del uso del inglés estadounidense: «recon».
Militarmente, el reconocimiento es la búsqueda activa que se efectúa para determinar las intenciones del enemigo mediante la recopilación y recogida de información sobre la composición y capacidad del enemigo, junto con las pertinentes condiciones ambientales, vía la observación directa; de ordinario es realizada por exploradores o soldados de la inteligencia militar especialmente entrenados en observaciones críticas.
El reconocimiento es parte de la inteligencia militar. Es diferente al contraespionaje y a la vigilancia, que son métodos pasivos de recogida de datos e información. El reconocimiento especial es una subactividad del reconocimiento que recopila clandestinamente los datos y la información mediante métodos tecnológicos y personales detrás de las líneas enemigas, a fin de anticipar la táctica del enemigo o de estimar los resultados de un ataque fuera del campo visual, después, por ejemplo, de un bombardeo o de un sabotaje. 
En ámbitos civiles, el término “reconocimiento” se usa en geología para el “examen o exploración de las características geológicas de una región”, y en la seguridad de redes de ordenadores como una “exploración o enumeración de la infraestructura de la red incluyendo las direcciones de red, puertos de comunicaciones y servicios disponibles”.

## Reconocimiento militar

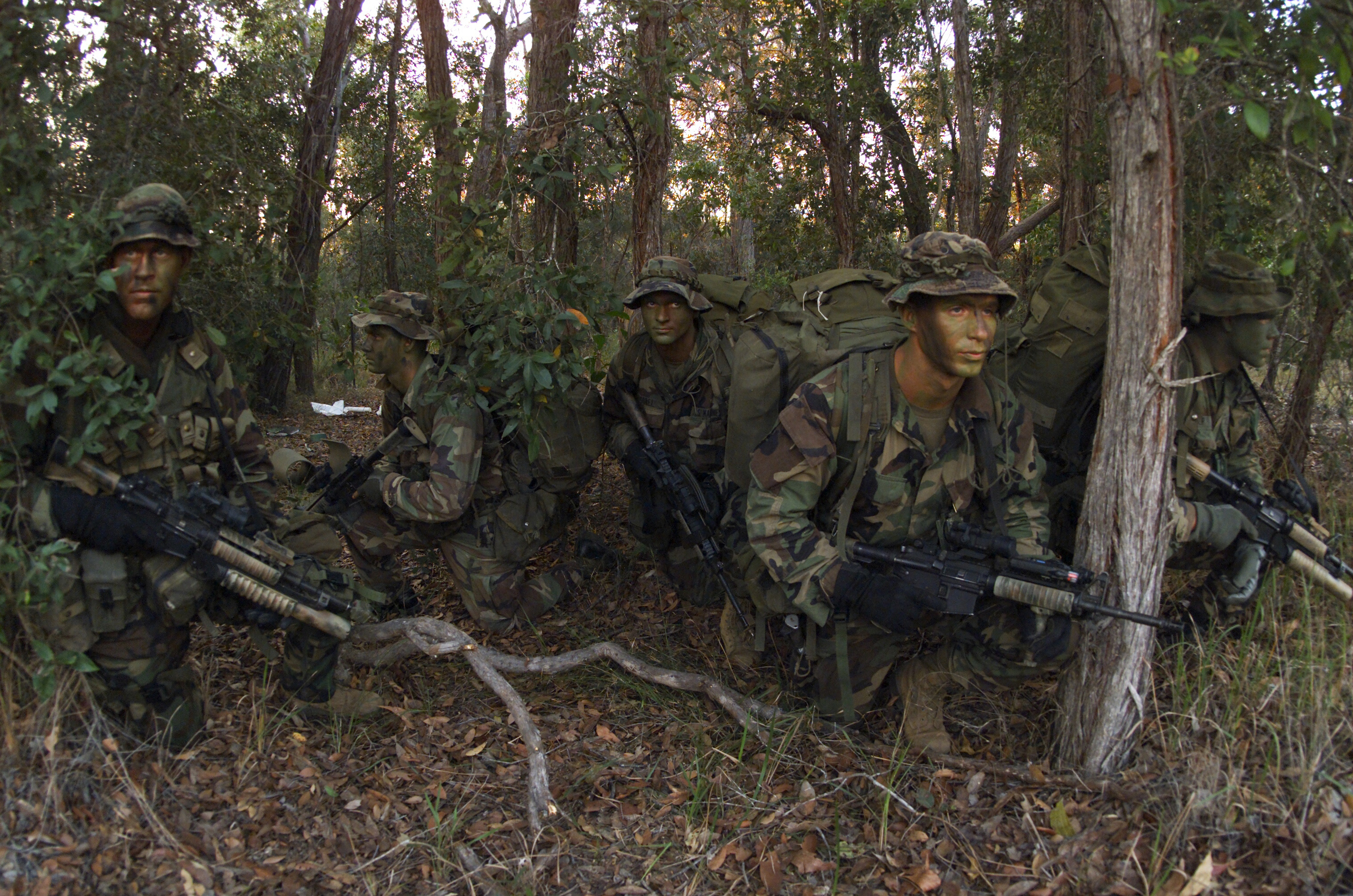
Marines estadounidenses realizando un ejercicio de reconocimiento.

Ejemplos de reconocimiento militar incluyen las patrullas realizadas con tropas, barcos, submarinos, helicópteros o aviones de reconocimiento; o preparando puestos de observación secretos. El reconocimiento también puede efectuarse mediante satélites o aviones no tripulados.
El espionaje normalmente no es reconocimiento, porque el reconocimiento se realiza con una fuerza militar que opera adelantada a sus propias fuerzas; los espías son no combatientes que operan detrás de las líneas enemigas.

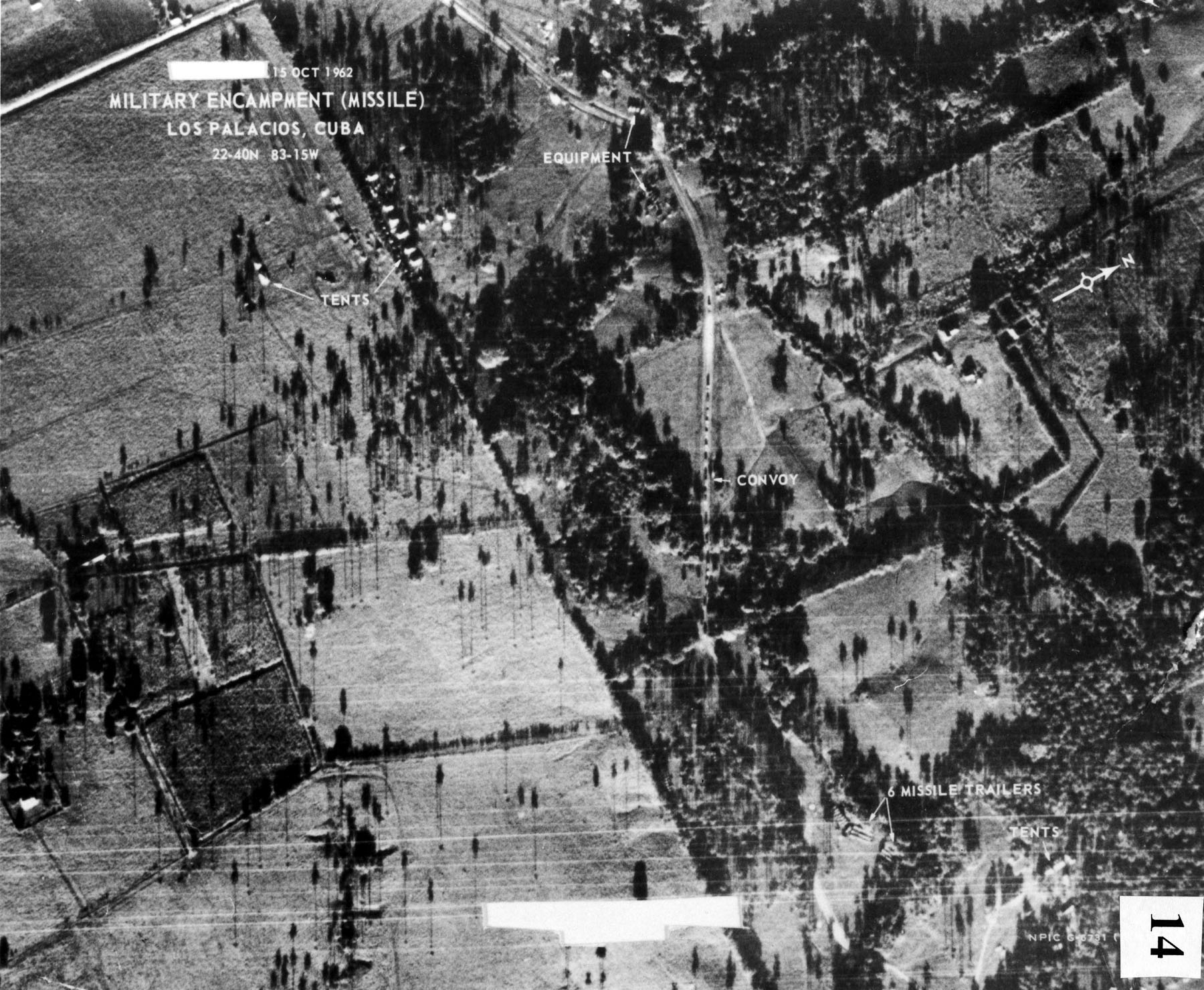
Convoy de camiones soviéticos desplegando misiles cerca de San Cristóbal, Cuba, el 14 de octubre de 1962. Foto tomada por el U-2 del Mayor Steve Heyser; fue la primera fotografía que probaba que se estaban instalando misiles soviéticos en Cuba. (Cf. Crisis de los misiles en Cuba).

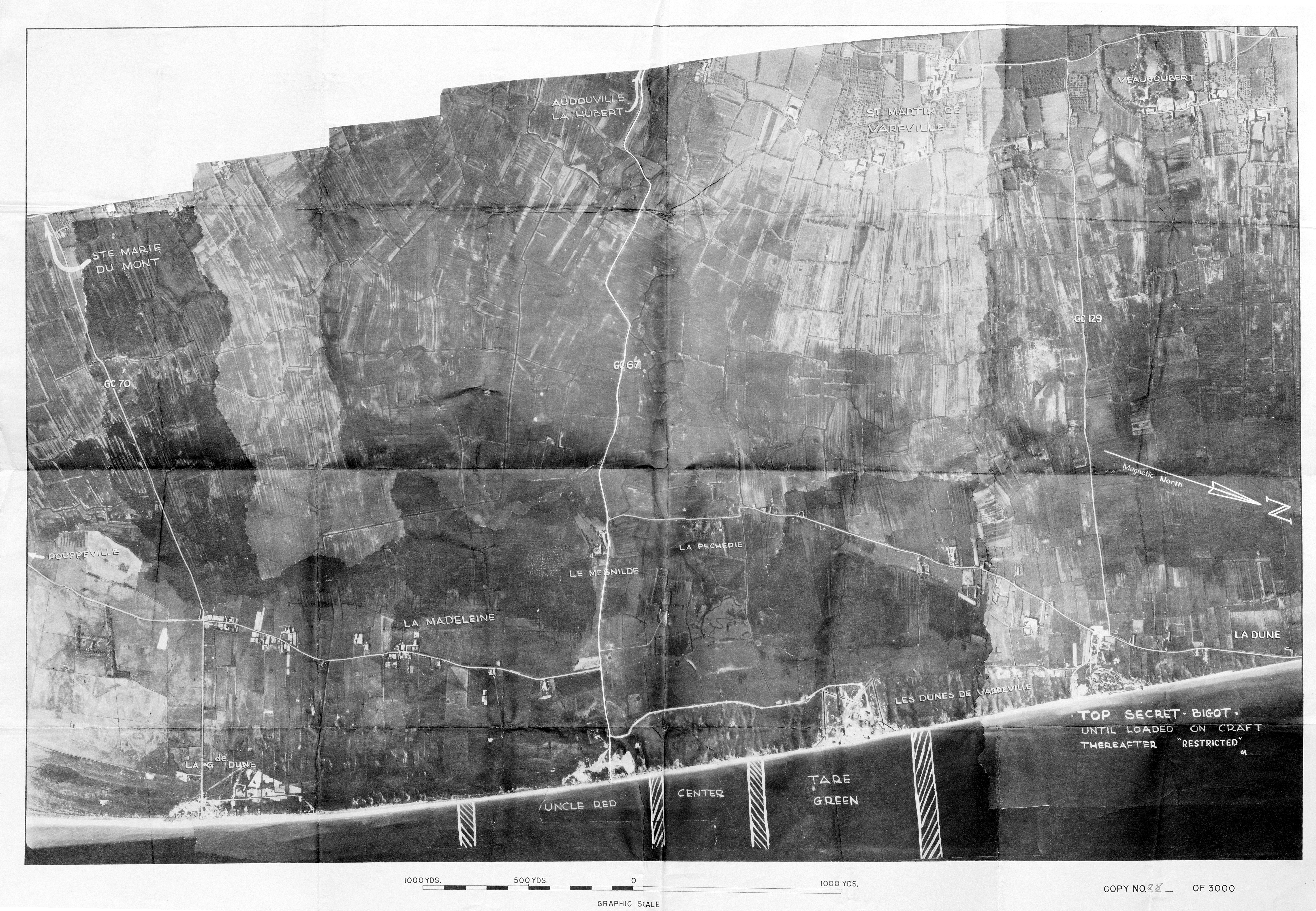
Fotografía de reconocimiento aéreo de la Playa de Utah previa a los desembarcos del Día D el 6 de junio de 1944.

### Elementos
- Espacial: es el reconocimiento de cualquier cuerpo celestial en el espacio mediante el uso de naves espaciales y de fotografías de los satélites.
- Aéreo: es el reconocimiento realizado mediante vehículos aéreos tripulados o no tripulados o aviones.
- Terrestre: es un tipo de reconocimiento que se emplea junto con elementos de la guerra terrestre. Se usa a veces en conjunción con un reconocimiento anfibio cuando una fuerza debe operar en un área litoral.
- Naval: el reconocimiento de las aguas oceánicas.

### Reconocimiento en fuerza
Algunos elementos militares encargados con operaciones de reconocimiento sólo están armados para la defensa personal y confían en el sigilo para la recogida de información; otros están suficientemente armados como para destruir elementos de reconocimiento del enemigo. 
- El reconocimiento en fuerza es un tipo de operación militar que sirve para averiguar la disposición de fuerzas del enemigo y ponerlas a prueba. Montando una ofensiva con una fuerza considerable, pero no decisiva, el comandante ofensivo busca una reacción del enemigo suficiente que delate su fuerza, revele sus puntos fuertes  posiciones y le permita apoderarse de posiciones de ventaja antes del ataque principal. En la guerra moderna, sistemas de armamento clave como baterías de misil superficie-aire, localizaciones de radar o artillería pueden revelar su localización en un radio de varios kilómetros cuando están luchando activamente. Con la información obtenida, el comandante que ha realizado el reconocimiento tiene entonces la opción de o bien retirarse o bien desencadenar un enfrentamiento total.
- El reconocimiento por fuego (o fuego especulativo) es una táctica militar que aplica un principio similar al del reconocimiento en fuerza. Cuando no importa el sigilo, las unidades de reconocimiento pueden disparar sobre probables posiciones enemigas para provocar una reacción. En la guerra de Irak, las fuerzas irregulares usaron una táctica similar, en la que empuñaban armas o atraían sospechas sobre sí mismos a propósito, para poder así aprender las reglas de enfrentamiento de las fuerzas adversarias.

### Reconocimiento terrestre mediante fuerzas regulares o especiales
El reconocimiento terrestre se lleva a cabo por una variedad de tropas de diferentes Armas y Servicios con propósitos diferentes. Este tipo de reconocimiento está relacionado con la necesidad de conocimientos acerca del enemigo que tienen diferentes escalafones del mando. La superioridad en el rango en la jerarquía militar está directamente relacionada con la distancia que existe con el frente de combate. Los oficiales tratan de comprender y entender las decisiones y actos de sus oponentes.

## Reconocimiento especial
El reconocimiento especial está indicado en el ejército de los Estados Unidos que se realice por las tropas de operaciones especiales, es decir, por las Fuerzas Especiales del Ejército de Estados Unidos, la Fuerza de Reconocimiento del Cuerpo de Marines de los Estados Unidos, la unidad de Tácticas Especiales de la Fuerza Aérea de los Estados Unidos y los SEAL, que operan profundamente detrás de las líneas enemigas, usualmente con uniforme pero no siempre. Sus equivalentes británicos incluyen al Special Air Service (SAS), Special Boat Service, Special Reconnaissance Regiment y también a 16 Brigadas de Asalto Aéreo Pathfinder Platoon y los Marines Reales. 
Los equivalentes soviéticos y rusos comprenden a la Spetsnaz. Las unidades de reconocimiento israelíes, como el Sayeret Matkal, están asociadas a menudo más con acciones directas que con acciones de reconocimiento, pero obviamente tienen esta capacidad. Las unidades de reconocimiento especial pueden alcanzar el área de operaciones mediante numerosos medios, tales como paracaidismo, infiltración a pie o mediante vehículos tácticos, helicópteros y acceso por el agua tanto en superficie como subacuático.
El reconocimiento especial es una misión estratégica, que responde al mando regional o nacional. En ambos casos, la unidad que realiza el reconocimiento intenta operar lo máximo posible de forma clandestina, en territorio enemigo, o cuando se pueden usar sensores de largo alcance, fuera del territorio enemigo. Las unidades de reconocimiento especial tienen la capacidad de llevar a cabo acciones directas en caso necesario. No es infrecuente para este tipo de tropas el operar hasta 250 km por detrás de las líneas enemigas.
El reconocimiento medio normalmente lo efectúan unidades especializadas en el reconocimiento, a las que se las llama a veces caballería, ya que el reconocimiento era un rol tradicional de la caballería y porque normalmente estas unidades van montadas y son muy móviles. Estas unidades proveen normalmente el reconocimiento del área entre el borde más extremo del área de batalla y la zona más a retaguardia cubierta por el reconocimiento de largo alcance en la zona estratégica terrestre. Las unidades que proveen la capacidad de realizar un reconocimiento medio normalmente son unidades pertenecientes o asociadas a nivel de Cuerpo de ejército o División. Estas unidades suelen ser acorazadas, muy móviles, tienen comunicaciones excelentes y a menudo se las equipa con sensores de corto y largo alcance, como sensores térmicos, radar de exploración de superficie y sensores sísmicos. Las unidades de reconocimiento medio normalmente están organizadas con medios acorazados, tropas desmontadas (exploradores/tropas de asalto), apoyo de fuego indirecto como morteros y algunas veces artillería. En la práctica estas unidades son a menudo grupos de combate de armas combinadas en miniatura. Las unidades de reconocimiento medio tienen en común con la caballería de la antigüedad, en que a menudo desempeñan los roles de enmascarar la fuerza principal, fuerza de cobertura, persecución y explotación además de realizar el cometido puro de reconocimiento.
El reconocimiento de corto alcance lo realizan de ordinario elementos de tamaño de pelotón y compañía, ya encuadrados en las unidades normales del ejército, tales como los pelotones de reconocimiento/exploración en los batallones de infantería o las tropas de reconocimiento en los batallones/regimientos en las unidades acorazadas, o en las compañías ISTAR pertenecientes a las brigadas. El reconocimiento de corto alcance cubre el terreno que se encuentra entre las posiciones avanzadas a la zona en la que comienzan las unidades de reconocimiento medio.

## Reconocimiento blindado

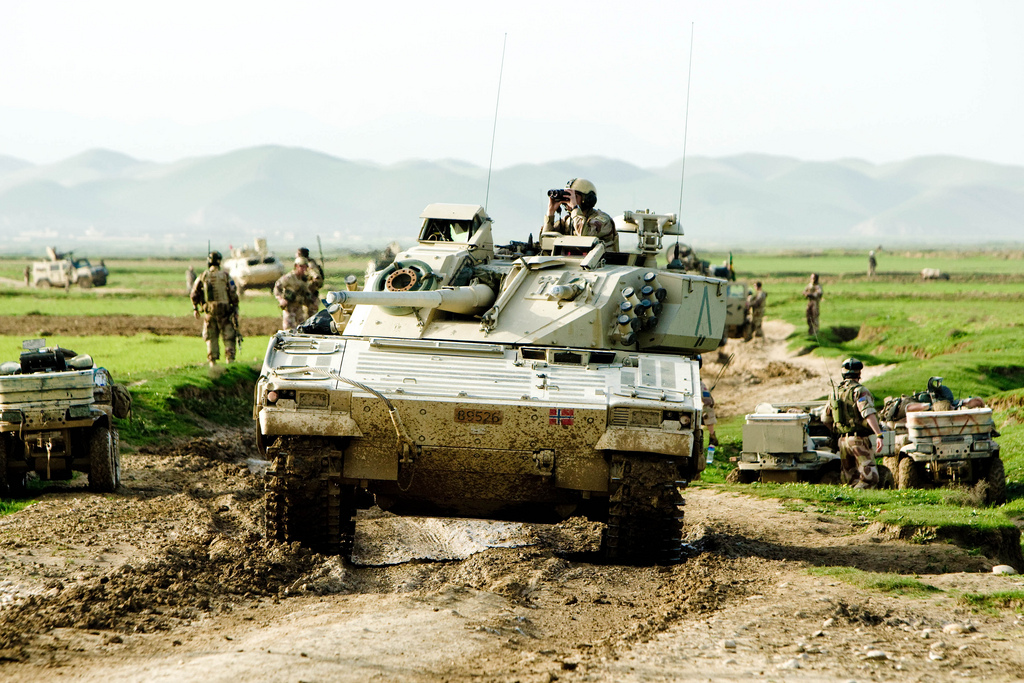
Un vehículo blindado de reconocimiento CV 90 del Ejército noruego desplegado en Afganistán.

El reconocimiento blindado es la combinación del reconocimiento terrestre con la guerra acorazada realizada por los soldados que utilizan tanques y vehículos de reconocimiento blindados equipados con ruedas y orugas. Mientras que la misión del reconocimiento militar es recopilar información sobre el enemigo con el uso de vehículos de reconocimiento, el reconocimiento blindado añade la capacidad de combatir para obtener información sobre el enemigo, mediante el uso de las unidades blindadas. Mientras que se espera que los exploradores de la infantería aliada se infiltren en las líneas enemigas evitando el contacto con el enemigo, o bien se retiren ante los grupos de exploración y reconocimiento blindado enemigo, se espera que un equipo de reconocimiento blindado sea capaz de atravesar las líneas enemigas, superando las defensas y los puestos avanzados de las unidades enemigas. Se espera que las unidades blindadas de reconocimiento realicen misiones de reconocimiento con fuerzas blindadas, pongan en fuga a las unidades de exploración enemigas, obliguen a retirarse a las vanguardias enemigas, trabajen para interrumpir las líneas logísticas y de comunicación del enemigo, y se abran paso profundamente tras las líneas enemigas, para reconocer los principales despliegues de fuerzas enemigas y sus campamentos. Los vehículos blindados de reconocimiento, son capaces de defenderse de cualquier unidad avanzada ligera que el enemigo pueda desplegar, y están en igualdad de condiciones con los principales elementos blindados de la fuerza enemiga. En el Ejército británico, las unidades de reconocimiento blindadas llevan a cabo misiones de reconocimiento blindado, mediante el uso de formaciones blindadas. En el Ejército británico, estos regimientos de reconocimiento suelen realizar tareas de reconocimiento blindado para una división o una brigada acorazada. En una operación defensiva a gran escala, retrasarían a las fuerzas atacantes, y al mismo tiempo, apoyarían a las unidades acorazadas aliadas, a medida que estas avanzan para enfrentarse al enemigo. Actualmente, los regimientos de reconocimiento blindado están equipados casi en su totalidad con vehículos de reconocimiento de combate. Los regimientos de reconocimiento blindado del Ejército británico, son unidades de reconocimiento equipadas con vehículos blindados de combate.

## Reconocimiento profundo
El reconocimiento profundo (también conocido como el reconocimiento de largo alcance) es el reconocimiento realizado para intentar comprender el espacio de batalla. El reconocimiento profundo se efectúa principalmente mediante operaciones profundas; esto significa normalmente un alcance de 200 a 300 km por detrás de las líneas enemigas. Los comandantes militares emplean de manera primaria equipos de reconocimiento profundo (tales como los británicos 22SAS, los Equipos Tácticos de Operaciones Especiales de la Fuerza Aérea de los Estados Unidos, los equipos de reconocimiento y de Fuerzas Especiales del Ejército de los Estados Unidos, las Fuerzas de Operaciones Especiales de la Armada de los Estados Unidos, la Fuerza de Reconocimiento del Cuerpo de Marines de los Estados Unidos, etc.) para formar y describir el espacio de batalla que entra dentro del área de interés del comandante, permitiéndole ajustar o planear misiones para operaciones futuras.
El reconocimiento de largo alcance, también llamado Exploración de largo alcance, se produce cuando pequeños grupos uniformados se adentran moderadamente por detrás de las líneas enemigas. Estos grupos tratan de pasar inadvertidos mientras dirigen ataques aéreos o de artillería contra posiciones enemigas, y solo tienen capacidad de defensa propia pero no de acción directa. Pueden usar medios no ortodoxos para entrar en territorio enemigo, como nadar desde un submarino o técnicas especiales de paracaidismo (como la técnica HALO/HAHO, saltos a muy alta altitud y a muy baja altitud, respectivamente). Estas tropas pueden operar hasta 100 km por delante de la línea del frente de batalla. Unidades especializadas en realizar este tipo de rol incluyen: LRSU del Ejército de Estados Unidos; La Batería de Observación Esfinge 4/73, la Honorable Compañía de Artillería las dos del Ejército Británico y la Fernspähkompanie del Ejército Alemán, por poner ejemplos occidentales.
Las unidades dedicadas al reconocimiento terrestre (conocidas en el Ejército de los Estados Unidos como Caballería) proveen un servicio dual de recogida de información y un servicio de apantallamiento a las otras Armas y Servicios que están enzarzados en el combate. Las unidades especializadas en la exploración pueden operar entre 25 y 50 km más allá del frente de batalla.
Mientras que a casi todas las unidades del frente de batalla se las puede asignar en algún momento labores limitadas de patrulla o de exploración de una clase u otra, esta clase de exploración sigilosa lejos de las bases enemigas es una misión particularmente peligrosa. La caballería ligera a menudo se encargó de este propósito en el pasado, y los ejércitos modernos hacen que ésta sea una misión de la Unidad de operaciones especiales. Cuando un equipo de reconocimiento no está familiarizado con el terreno, resulta muy conveniente reclutar guías locales en esta clase de misiones.
En la organización del Ejército de los Estados Unidos, los batallones de combate tienen pelotones de reconocimiento o exploración. Normalmente estas fuerzas están compuestas de 20 a 40 hombres, pero algunas veces pueden llegar a ser del doble de hombres, para que puedan sondear más allá de la línea principal de la unidad.
. Las brigadas y las divisiones tienen unidades de exploración de largo alcance separadas,
, que pueden ir más profundamente más allá de la línea del frente; la estructura de estas unidades está cambiando (2007), ya que el Ejército de los Estados Unidos las está reorganizando en un modelo de Equipo de Brigada de Combate con mayor capacidad de reconocimiento.
Los especialistas exploradores sirven con las unidades de infantería, tanques, artillería, ingenieros o de logística, que normalmente se posicionarán a unos 5 km por delante de sus propias líneas cuando sea posible. Los exploradores de diferentes Armas y Servicios tienen asignadas diferentes tareas que realizar para sus mandos superiores. Por ejemplo, los destacamentos de reconocimiento de ingenieros tratarán de identificar el terreno difícil que se encuentren en su camino, e intentarán reducir el tiempo que les lleva transitar por ese terreno usando equipo especial de ingenieros, como puede ser un puente de pontones para cruzar obstáculos acuáticos.